# Svilaja
Svilaja (dříve také Bat, 1509 m n. m.) je nejvyšší horou stejnojmenného vápencového pohoří ve střední části chorvatské Dalmácie. Nachází se na území Splitsko-dalmatské župy asi 16 km severozápadně od města Sinj a 15 km jihovýchodně od města Vrlika. Leží v hřebeni mezi vrcholy Vršina (1466 m) na jihovýchodě a Jančag (1483 m) na severozápadě. Vrchol hory je travnatý a poskytuje kruhový výhled. Stojí zde betonový geodetický sloup. Na starších mapách je hora označována jako Bat.

## Přístup
- (Zelovo →) Orlove stine → Kunčeve staje → Bat (2:00 h)